# Clive Gallop

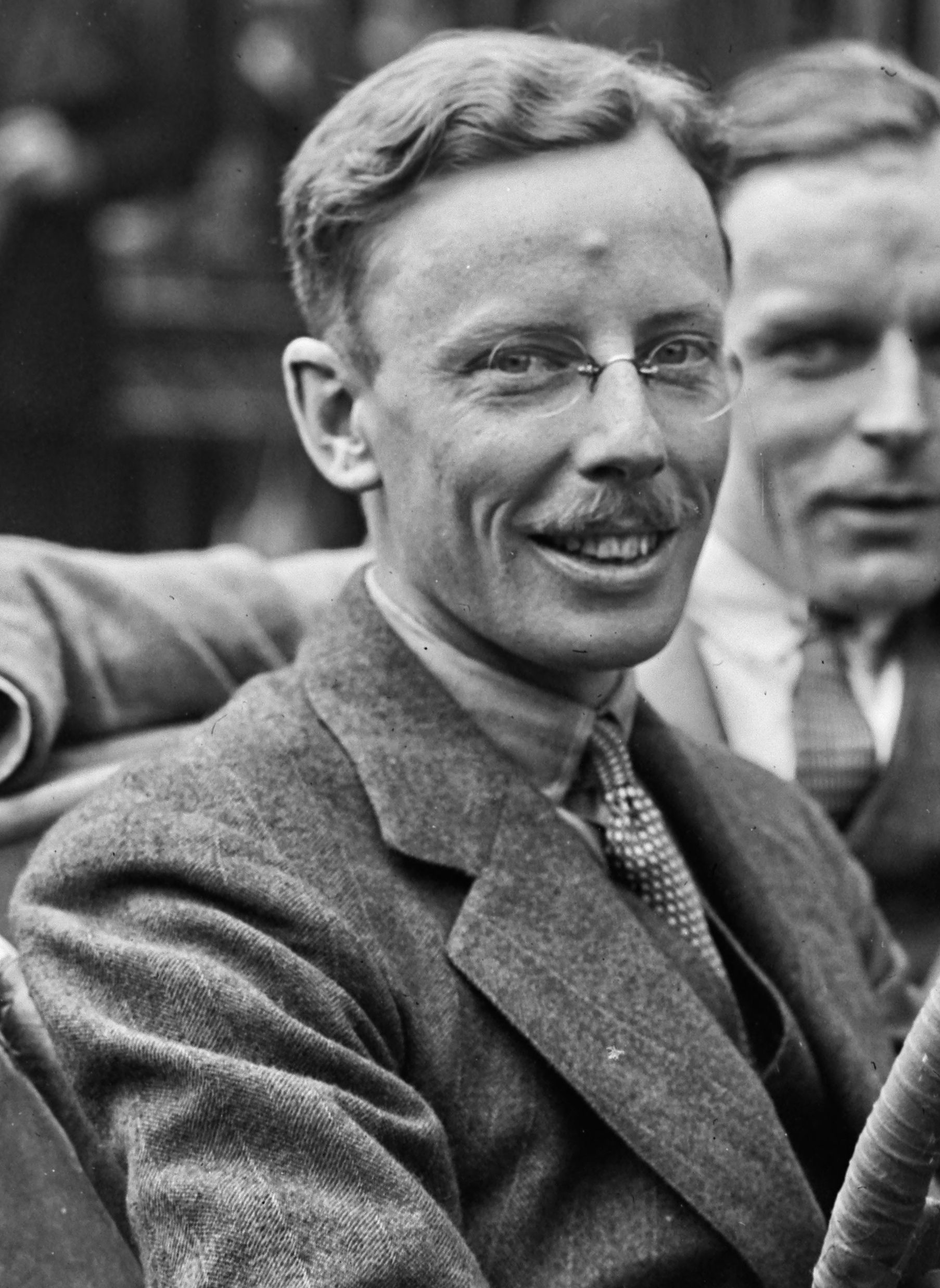
Clive Gallop beim Großen Preis von Frankreich 1922

Reginald Clive Gallop (* 10. Februar 1892 in Kairo; † 7. September 1960 in Leatherhead) war ein britischer Konstrukteur, Autorennfahrer und Flieger im Ersten Weltkrieg.

## Konstrukteur bei Bentley
Clive Gallop war im Ersten Weltkrieg als Captain Mitglied im Royal Flying Corps und kämpfte als Flieger an der Westfront. Während des Krieges lernte er Walter Owen Bentley kennen, der für das Royal Naval Air Service arbeitete. Nach dem Ende des Krieges begann Gallop bei Bentley zu arbeiten. Dort konstruierte er den 3-Liter-Vierzylindermotor für den Bentley 3 Litre. Nach drei Jahren Abwesenheit kehrte er 1924 zu Bentley zurück. Er war einer der Bentley Boys und arbeitete federführend an der Entwicklung der Motoren des Bentley 4 ½ Litre.

## Ingenieur bei Louis Zborowski
Zwischen 1921 und 1924 entwarf Clive Gallop vier Rennwagen für den britischen Autorennfahrer Louis Zborowski. Die von sehr hubraumstarken Motoren angetriebenen Rennwagen wurden unter dem Namen Chitty Bang Bang bekannt und legendär.

## Karriere als Rennfahrer
Während seiner Zeit bei Zborowski war Gallop zuerst dessen beifahrender Mechaniker und begann dann selbst Rennen zu fahren. Beim Großen Preis von Frankreich 1922 steuerte er den zweiten der von Louis Zborowski gemeldeten Aston Martin GP. Im Rennen fiel er nach einem Motorschaden aus.
Zweimal startete er beim 24-Stunden-Rennen von Le Mans. Beide Einsätze endeten mit einem Ausfall. 1926 hatte der von ihm gefahrene Bentley 3 Litre Super Sport einen defekten Kipphebel und 1928 verunfallte er mit einem Lagonda OH 2-Litre Speed.
Clive Gallop starb 1960 bei einem Autounfall.

## Statistik

### Karrierestationen
| - Grand-Prix-Saison 1922 - Grand-Prix-Saison 1923 - Grand-Prix-Saison 1926 - 24-Stunden-Rennen von Le Mans 1926 - 24-Stunden-Rennen von Le Mans 1928 |

### Le-Mans-Ergebnisse
| Jahr | Team                  | Fahrzeug                    | Teamkollege          | Platzierung | Ausfallgrund |
| ---- | --------------------- | --------------------------- | -------------------- | ----------- | ------------ |
| 1926 | Tommy Thistlethwayte  | Bentley 3 Litre Super Sport | Tommy Thistlethwayte | Ausfall     | Kipphebel    |
| 1928 | Lagonda Motor Company | Lagonda OH 2-Litre Speed    | E. J. Hays           | Ausfall     | Unfall       |